# Pseudopartizip
Das Pseudopartizip (auch Stativ, im Englischen Old Perfective) ist eine finite Verbform der ägyptischen Sprache, die in allen Sprachstufen vom Alten Reich bis ins Koptische (dort „Qualitativ“ genannt) belegt ist.

## Terminologie
Andere Bezeichnungen sind (ägyptischer) „Stativ“ und im Englischen „Old Perfective“. Die auf das Pseudopartizip zurückgehende koptische Form wird „Qualitativ“ genannt. Diese Bezeichnungen betonen jeweils verschiedene Aspekte der komplexen Anwendung der Form. Die Bezeichnung Pseudopartizip ist forschungsgeschichtlich am ältesten und stammt von Adolf Erman. Die Bezeichnung „Stativ“ ist aus der außerägyptologischen Sprachwissenschaft (indogermanischer Stativ, akkadischer Stativ usw.) importiert und am jüngsten.
Das Pseudopartizip ist das einzige Konjugationsmuster des Ägyptischen, das Verwandte in den genetisch verwandten semitischen und Berbersprachen hat und das auf das Proto-Afroasiatische zurückgeführt werden kann. Die Bezeichnung „Old Perfective“ rührt von der Annahme, dass die anderen Konjugationsmuster ägyptische Innovationen sind.

## Formen
Die Endungen lauten im Alt- und Mittelägyptischen:
|       | Singular                       | Plural  |
| 1.    | -kw (älter -kj, manchmal -kwj) | -wjn    |
| 2.    | -tj                            | -twnj   |
| 3. m. | -w                             | -w      |
| 3. f. | -tj                            | -tj, -w |

Das Endungsset des Pseudopartizips wird in keinen anderen grammatischen Formen verwendet. Der Stamm des Pseudopartizips wurde durch Überlagerung der konsonantischen Wurzel mit einer Folge von Vokalen gebildet, etwa *pắrj˘w „er ist herausgegangen“ (Pseudopartizip) zu *pī́r˘t „das Herauskommen“ (Infinitiv).
Im Neuägyptischen wird dieses Set stark reduziert, so wird -w für alle Personen verwendet, aber auch andere aus obigem Set, vor allem die Endung -tj. Die Person lässt nur noch über ein Pronomen oder Substantiv erkennen, das das Subjekt des Satzes bilden muss, in dem das Pseudopartizip das Prädikat bildet. Dies hat Ähnlichkeit mit dem prädikativ verwendeten endungslosen Adjektiv im Deutschen: Sie ist reich. statt †Sie ist reiche.
Im Koptischen erscheint das Pseudopartizip, wo es als Qualitativ bezeichnet wird, fossilisiert; bei den meisten Verben geht der Qualitativ auf die früheren Formen der 3. Person mit -w zurück. Die Form des Qualitativs lässt sich aus dem Infinitiv nicht vorhersagen, vergleiche eire (Infinitiv; 'machen' < mittelägyptisch jr.t) → o (Qualitativ; 'ist/sein' < mittelägyptisch jr.w). Der Wurzelablaut -ē- ist im Qualitativ häuft anzutreffen und ein typisches Erkennungszeichen in der Praxis. In Wörterbüchern wird die Qualitativform durch ein Kreuz (eire: machen, †o) gekennzeichnet. Dem Qualitativ wird immer ein Personen- und Tempuszeichen vorangestellt. Beispiel: af-pōt 'er floh' (a=Perfekt + f=3.Sg. + pōt=Verbstamm) vs. f-pēt 'er flieht, besser: er ist auf der Flucht, flieht fortdauernd' (f=3.Sg. + pēt=Qualitativ-Verbstamm).

## Anwendung
Oft hat das Pseudopartizip bei transitiven Verben passive Bedeutung, bei intransitiven (vor allem bei Verben der Bewegung) aktive. Das Pseudopartizip gab den Anstoß zu der Frage, ob das Ägyptische ergativische Strukturen hat oder in der Vorzeit hatte. Im Koptischen ist die Bedeutung einer Qualitativform immer resultativ oder essivisch, bezeichnet also einen Zustand oder eine Eigenschaft: er ist böse, er ist weg, er ist auf der Flucht. Das gilt auch bei transitiven Verben (selten): Hier ist die Bedeutung immer passiv, bezeichnet aber zudem nur das Resultat und nicht den Vorgang: Es ist gegeben (= im Zustand, von einem anderen besessen zu werden).